# NGC 901
NGC 901 je galaksija u zviježđu Ovan.

## Vanjske poveznice
- SEDS: NGC 901